# 南相馬市立総合病院
南相馬市立総合病院（みなみそうましりつそうごうびょういん）は、福島県南相馬市にある医療機関。南相馬市病院事業の設置等に関する条例（平成18年1月1日条例第214号）により設置された市立の病院である。旧国民健康保険原町市立病院。いわき市を除く浜通りの市町村で構成される相双医療圏の災害拠点病院である。

## 沿革
- 1931年 - 原町実費診療所として設置。
- 1934年 - 原町へ移管、町立原町診療所となる。
- 1944年 - 日本医療団へ移管。
- 1949年 - 日本医療団の解散に伴い、日本医療団原町病院が福島県立相馬病院となる。
- 1950年 - 原町に移管、国民健康保険直営原町立病院として発足。
- 1954年 - 町村合併により設置者が原町市となり、国民健康保険原町市立病院と改称。
- 1992年7月1日 - 現在地に移転。
- 1996年 - 福島県災害拠点病院の指定を受ける。
- 2003年 - エイズ治療拠点病院の指定を受ける。
- 2006年1月1日 - 市町合併により、南相馬市立総合病院に改称。
- 2019年11月 - 病床数を300床に増床する。
- 2022年3月16日 - 福島県沖地震により受水槽が被災。入院患者の一部が転院[1]。

## 診療科
- 内科
- 消化器科
- 循環器科
- 小児科
- リウマチ科
- 外科
- 整形外科
- 脳神経外科
- 小児外科
- 産婦人科
- 耳鼻咽喉科
- 泌尿器科
- リハビリテーション科
- 麻酔科
- 神経内科
- 心臓血管外科
- 呼吸器科

## 医療機関の指定等
- 保険医療機関
- 救急告示医療機関
- 労災保険指定医療機関
- 指定自立支援医療機関（更生医療・育成医療・精神通院医療）
- 身体障害者福祉法指定医の配置されている医療機関
- 生活保護法指定医療機関
- 結核指定医療機関
- 原子爆弾被害者医療指定医療機関
- 原子爆弾被害者一般疾病医療取扱医療機関
- 母体保護法指定医の配置されている医療機関
- 災害拠点病院
- エイズ治療拠点病院
- 特定疾患治療研究事業委託医療機関
- 小児慢性特定疾患治療研究事業委託医療機関

## 交通アクセス
- JR東日本常磐線原ノ町駅下車、徒歩約20分。
- 国道6号沿い。